# Formațiunile eocene de la Săcelu
Formațiunile eocene de la Săcelu alcătuiesc o arie protejată de interes național ce corespunde categoriei a IV-a IUCN (rezervație naturală de tip geologic) situată în județul Gorj, pe teritoriul administrativ al comunei Săcelu.

## Localizare
Aria naturală se află în partea nord-estică a județului Gorj, în partea dreaptă a drumului județean (DJ661) Săcelu - Blahnița de Sus, în lunca stângă a văii Blahnița.

## Descriere
Rezervația naturală cu o suprafață de 1 ha a fost declarată arie protejată prin Legea Nr.5 din 6 martie 2000' (privind aprobarea Planului de amenajare a teritoriului național - Secțiunea a III-a - zone protejate) și reprezintă un afloriment, unde, peste conglomeratele de Săcel sunt dispuse roci constituite din șisturi calcaroase, șisturi mezozoice, șisturi cuarțitice și gresii verzui.